# Jim Crockett Promotions
Jim Crockett Promotions (JCP) — американский семейный рестлинг-промоушен, со штаб-квартирой в Шарлотте, Северная Каролина. Основанный в 1931 году, промоушен стал краеугольным камнем National Wrestling Alliance. К 1980-м годам Jim Crockett Promotions, наряду с World Wrestling Federation, была одной из двух крупнейших промоушнов в США. В 1988 году семья Крокеттов продала контрольный пакет акций промоушена компании Turner Broadcasting System, что привело к созданию World Championship Wrestling.

## История

### Ранняя история (1935—1952)
Джим Крокетт (1909—1973) был промоутером живых мероприятий, включая рестлинг, музыкальные концерты, спектакли, малые бейсбольные лиги и хоккей. В 1935 году он основал свой собственный рестлинг-промоушен Jim Crockett Promotions (JCP). Крокетт создал JCP как региональный промоушен, сосредоточенный в Северной и Южной Каролине и Виргинии.
Хотя компания всегда называлась Jim Crockett Promotions, она использовала различные псевдонимы как торговые марки для конкретных телешоу, рекламы в газетах и на радио, и даже на билетах на мероприятия. Среди таких брендов, созданных JCP, были Championship Wrestling, All Star Wrestling, East Coast Wrestling, Mid-Atlantic Championship Wrestling, Mid-Atlantic Championship Sports, Wide World Wrestling, NWA Pro Wrestling, с World Wide Wrestling, NWA World Wide Wrestling и NWA World Championship Wrestling.

### 1950-е и 1960-е
Крокетт вступил в National Wrestling Alliance (NWA) в 1952 году. Название Mid-Atlantic Championship Wrestling стало основным брендом JCP в печатной, радио- и другой рекламе (это название также использовалось для основных телевизионных программ). Бизнес был зарегистрирован в 1950-х годах.

### 1970-е
Джим Крокетт умер в 1973 году. Он оставил JCP своей семье, а его старший сын, Джим Крокетт-младший, занял пост главного исполнительного директора.
Под руководством младшего Крокетта и новой творческой силы — бывшего рестлера, ставшего букером, Джорджа Скотта — промоушен отошел от того, чтобы в основном выступали только команды, и сосредоточился на одиночном рестлинге, хотя матчи команд продолжали играть большую роль в компани.
Местные шоу, которые вели такие комментаторы, как Билли «Большой Билл» Уорд (с канала WBTV в Шарлотте) и Чарли Харвилл (с WGHP в Хай-Пойнте), уступили место Mid-Atlantic Championship Wrestling (в 1978 году он был известен как Mid-Atlantic Championship Sports). Ведущим Mid-Atlantic был Боб Каудл (давний ведущий прогноза погоды на WRAL). К Каудлу присоединялись разные соведущие (от Леса Тэтчера до доктора Тома Миллера), пока Дэвид Крокетт (еще один сын Джима Крокетта-старшего) не стал постоянным соведущим/комментатором Боба (после завершения очень короткой карьеры рестлера).

### Региональная экспансия (1978—1983)
JCP постепенно начала расширяться, проводя шоу в восточном Теннесси, некоторых районах Западной Виргинии и даже в Саванне, Джорджия. В конце 1970-х и начале 1980-х годов компания регулярно проводила шоу в Цинциннати и Дейтоне, Огайо. Крокетт и Скотт также приобрели миноритарные акции промоушена Фрэнка Танни в Торонто, Maple Leaf Wrestling. Mid-Atlantic Championship Wrestling также транслировался на канале в Буффало, Нью-Йорк, что позволило компании Тунни/Крокетта/Скотта проводить полноценные шоу в Онтарио и на севере штата Нью-Йорк.
В 1980-х годах Крокетт-младший начал консолидировать южные промоушены, входящие в National Wrestling Alliance. Отказавшись от бренда Mid-Atlantic Championship Wrestling, он начал рекламировать свои мероприятия просто как шоу NWA, хотя его промоушен оставался отличным от более крупной организации NWA. В августе 1980 года Крокетт-младший был избран президентом NWA, а в следующем году бывший (и будущий) букер Georgia Championship Wrestling (GCW) Оле Андерсон занял пост букера Mid-Atlantic. В 1981 году Андерсон вел букировал JCP и GCW.
В 1982 году Крокетт в сотрудничестве с рестлерами Риком Флэром и Блэкджеком Маллиганом основал Southern Championship Wrestling, второстепенную компанию из Ноксвилла, Теннесси. В ней выступали такие звезды, как Маллиган, его сын Барри Уиндем, Кевин Салливан, Уэйн Фаррис, Монгольский Стомпер, Терри Тейлор, Тим Хорнер и другие. Однако предприятие просуществовало менее одного года.

### Национальная экспансия (1983—1985)
К 1980-м годам американский рестлинг претерпевал быстрые изменения. Старая, санкционированная NWA система отдельных региональных «территориальных» промоушенов рушилась под растущим конкурентным давлением World Wrestling Federation (WWF, ныне WWE) Винса Макмэна, которая сама была семейным территориальным промоушеном, охватывающим северо-восток США, и агрессивно расширялась, превращаясь в общенациональный промоушен. Крокетт имел схожие цели расширения, представляя себе объединённую NWA через выкуп или слияние JCP со всеми региональными промоушенами NWA.
Тед Тернер, чей телеканал WTCG в Атланте с 1976 года будет распространяться на национальном уровне через спутник, понял ценность рестлинга для кабельного телевидения в начале 1970-х годов. WTCG транслировал программы Georgia Championship Wrestling по субботним вечерам, и рестлинг обеспечил его тогда ещё только зарождающемуся предприятию (будущей суперстанции WTBS) источник дешевых живых развлечений, которые хорошо подходили для целевой демографической аудитории канала. Тернер мог размещать рекламу и получать часть прибыли от продаж, просто предоставляя большую аудиторию, которую обеспечивала преданная фанатская база рестлинга (в то время рестлинг обычно не привлекал больших доходов от рекламы из-за негативного отношения индустрии к его целевой демографической группе с низким уровнем дохода).
Материнская компания SuperStation TBS, Turner Broadcasting System, попросила Georgia Championship Wrestling сменить название своего публичного бренда на World Championship Wrestling, что способствовало распространению слухов о том, что компания, контролируемая Джимом Барнеттом, сама станет национальной; GCW согласилась на смену названия World Championship Wrestling в 1982 году. Тем временем, к 1983 году JCP перешла от записи своих еженедельных шоу в телевизионной студии к съемкам на местах, в перерывах между матчами на аренах. После покупки за 1 миллион долларов передвижной телевизионной установки Крокетт представил то, что стало доминирующим ежегодным супершоу NWA — Starrcade.
В 1984 году WWF Макмэна приобрела контрольный пакет акций GCW у ряда его совладельцев (включая Барнетта и братьев Джека и Джерри Бриско), получив таким образом контроль над флагманским субботним тайм-слотом GCW на TBS. Эта тактика — захват тайм-слотов конкурирующих территорий на их местных телевизионных рынках — была частью стратегии WWF по расширению. Однако, к удивлению Макмэна, этот ход не оправдался на TBS. Когда 14 июля WWF показала свое первое шоу на TBS, заменив World Championship Wrestling, зрительская реакция была очень резкой, так как южные фанаты шоу были возмущены тем, что их любимых звезд внезапно заменили — без предварительного уведомления — на рестлеров с севера, событие, которое с тех пор стало известно в истории рестлинга как «Черная суббота». В ответ на последовавший шквал жалоб, TBS предоставил начинающему промоушену под названием Championship Wrestling from Georgia (поддерживаемому акционером GCW и членом NWA Фредом Уордом и бывшим рестлером/букером GCW Оле Андерсоном) ранний утренний субботний таймслот, чтобы местные звезды все ещё могли быть замечены. Телешоу Championship Wrestling from Georgia (которое носило то же название, что и сам промоушен), а также шоу Mid-South Wrestling Билла Уоттса (которому Тернер также предоставил тайм-слот), легко превзошли рейтинги трансляции WWF, которая показывала только клипы и промо рестлеров вместо оригинальных матчей. Резкое падение рейтингов субботнего вечернего шоу WWF, и зрители, жаждущие возвращения GCW, начали делать этот шаг WWF убыточным. В конце концов, Макмэн сократил свои убытки и продал тайм-слот Крокетту за 1 миллион долларов. Хотя это дало Крокетту жизненно важную национальную известность, это также позволило Макмэну финансировать свое собственное главное событие, WrestleMania. Эта цепь событий сыграла решающую роль в конечном решении Тернера приобрести JCP и основать World Championship Wrestling (WCW) в 1988 году.
Амбиции Крокетта в отношении национальной экспансии приобрели дополнительную остроту, когда после смерти Фрэнка Танни его племянник и преемник Джек объединил усилия с WWF. Теперь Крокетт должен был либо найти других желающих партнеров-промоутеров, либо перекупить их, если он хотел проводить шоу за пределами Среднеатлантического региона. Этот период также стал первой попыткой Крокетта создать национальный промоушен; Крокетт и другие рестлинг-компании нуждались в этой возможности после выкупа WWF территории Торонто, а также после показа на MTV программы WWF The War to Settle the Score с высокими рейтингами. Вместе с базирующейся в Миннеаполисе American Wrestling Association (AWA), Championship Wrestling из Джорджии и Jarrett Promotions из Мемфиса JCP создала Pro Wrestling USA. Однако в январе 1986 года организация распалась.

### Объединение National Wrestling Alliance (1985—1988)
6 апреля 1985 года Крокетт выкупил компанию Оле Андерсона Championship Wrestling from Georgia и был переизбран президентом NWA. Это должно было помочь противостоять WWF, после того как она стала доминирующей силой в американском рестлинг-бизнесе после успеха WrestleMania. Затем Крокетт выкупил у Винса Макмэна оба субботних вечерних тайм-слота на TBS и заполнил их двухчасовыми оригинальными программами, снятыми в студиях Теда Тернера в Атланте. Программы выходили в эфир под вывеской World Championship Wrestling, которая была принята GCW перед её распадом. В результате успеха, который World Championship Wrestling теперь имел благодаря получению субботнего вечернего тайм-слота, Крокетт (вместе с букмекером JCP Дасти Роудсом) смог создать ежегодное летнее супершоу The Great American Bash.
К 1987 году Крокетт был избран на третий срок президентом NWA и получил контроль (либо через покупку, либо через рабочие соглашения) над St. Louis Wrestling Club, Heart of America Sports Attractions (бренд Боба Гейгеля), Championship Wrestling from Florida и Mid-South Sports Билла Уоттса (который работал под брендом Mid-South Wrestling, а позже, после расширения, Universal Wrestling Federation). Несмотря на то, что Крокетт теперь имел шесть объединённых территорий под своим знаменем и возглавлял NWA. JCP и NWA все ещё были двумя отдельными организациями и Крокетт, как и все промоутеры NWA до и после него, просто лицензировал торговую марку NWA, истинная ценность которой заключалась в том, что она была торговой маркой чемпионских титулов, повышающей доверие болельщиков. Тем не менее, во время своего президентства Крокетт железной хваткой держал титул чемпиона мира NWA в тяжелом весе; к этому моменту главный контрактный исполнитель JCP, Рик Флэр, стал чемпионом. Более того, несмотря на то, что Флэр был обязан проводить матчи по защите титула на каждой территории против выбранной им звезды/претендента, смена титула происходила только между другими исполнителями, также работавшими по контракту с Крокеттом, такими как Дасти Роудс и Рон Гарвин.
Быстрое расширение Крокетта имело значительные финансовые последствия для JCP. К декабрю компания выкупила конкурирующую UWF; Крокетт даже перевел многих своих административных сотрудников с базы в Шарлотте в бывшие офисы UWF в Далласе. Джим Крокетт-младший и Дасти Роудс лично возглавили офис в Далласе, оставив брата Джима-младшего Дэвида Крокетта руководить операциями в Шарлотте. Боб Гейгель, бывший президент NWA, который в феврале 1987 года выкупил у Крокетта свой промоушен через партнерство, также вышел из NWA. JCP также начала проводить шоу на новых рынках от побережья до побережья (часто на менее заполненных аренах), что значительно увеличило расходы на поездки и другие накладные расходы. Первое начинание JCP в области pay-per-view, Starrcade 1987 года, было запланировано на традиционный День благодарения, но столкнулось с неожиданной конкуренцией со стороны WWF в виде первого в истории шоу Survivor Series, которое было запланировано на тот же вечер. Не желая проигрывать WWF в прямом PPV-соревновании, Крокетт решил перенести время начала Starrcade на полдень Дня благодарения, а не на вечер. Однако WWF пригрозила кабельным компаниям, что если они решат транслировать Starrcade, то им не будут предложены будущие PPV-шоу WWF, включая Survivor Series того года и предстоящую WrestleMania IV. Поскольку WWF в то время была бесспорным поставщиком PPV-контента № 1 в Америке, лишь немногие компании согласились транслировать Starrcade, что привело к снижению прибыльности мероприятия.
После того, как кабельная индустрия предупредила Макмэна, чтобы он никогда больше не пытался повторить этот шаг, Крокетт счел безопасным возобновить свои попытки PPV и запланировал Bunkhouse Stampede на январь 1988 года. Однако WWF снова саботировала JCP, показав первый в истории Royal Rumble на USA Network в то же время, что и Bunkhouse Stampede, что снизило количество покупателей. Затем Крокетт попытался использовать тактику Макмэна против него самого, показав Clash of the Champions I — с боями уровня PPV-шоу — на TBS в попытке отвлечь зрителей от WrestleMania IV на PPV, которая проходила в ту же ночь. Это была одна из немногих тактик, которая действительно сработала для JCP в её войне с WWF, так как покупаемость WrestleMania IV была намного ниже, чем у Survivor Series предыдущего года. Однако Clash of the Champions стало единственным средством, которое Крокетт мог использовать для поддержания жизни NWA, хотя его даже не так хорошо смотрели, как Saturday Night’s Main Event от WWF. Находясь на грани банкротства, Крокетт продал Jim Crockett Promotions Теду Тернеру в ноябре 1988 года, и промоушен был переименован в Universal Wrestling Corporation. Вскоре после этого она была снова переименована в World Championship Wrestling (WCW).

### Продажа Turner Broadcasting System (1988—1993)
Окончательное падение компании JCP, приведшее к её продаже Теду Тернеру (и тем самым к рождению WCW), можно объяснить несколькими ключевыми факторами. Магнум Т. А. — один из лучших фэйсов JCP, который должен был стать чемпионом мира NWA в тяжелом весе на Starrcade 1986 года, — получил серьёзную травму в автокатастрофе за два месяца до шоу (14 октября) и больше никогда не смог участвовать в боях. Поэтому JCP превратила главного хила Никиту Колоффа в фейса 25 октября, чтобы он занял место Магнума Т. А. и при этом смог выгодно провести подготовку к главному событию Starrcade. JCP оттолкнула преданных фанатов в Каролине, перенеся Starrcade 1987 года и Bunkhouse Stampede на арены в Чикаго и Нью-Йорке соответственно. JCP не имела реальной истории и рыночного присутствия ни в одном из этих неюжных районов, и её способность собирать толпы зрителей на аренах на юго-востоке в итоге пострадала, так как некоторые местные фанаты мстительно отказывались от поддержки.
На падение промоушена повлияли и решения организаторов. После приобретения UWF Билла Уоттса JCP «похоронила» рестлеров UWF, сведя на нет потенциально прибыльный сюжет. Вместо того чтобы представить их конкурентоспособными по сравнению с рестлерами JCP, рестлеры и титулы UWF были представлены как второсортные по сравнению с JCP. Тем временем, рестлер второстепенных матчей Рон Гарвин победил многолетнего чемпиона Рика Флэра в борьбе за титул чемпиона мира NWA. Несмотря на то, что Гарвин был заявлен как фейс, многие фанаты не считали его достаточно убедительным, чтобы представлять серьёзную угрозу для Флэра.
JCP, очевидно, пренебрегала контролем за собственными расходами. Крокетт возил себя и своих лучших исполнителей на дорогом частном самолёте. Помимо расходов на личный самолёт Крокетта, были и другие экстравагантные покупки, такие как лимузины для различных рестлеров и регулярные деловые вечеринки, проводимые официальными лицами в региональных офисах JCP. Кроме того, большой капитал, необходимый для проведения национального тура рестлинг-компании, и агрессивные территориальные приобретения Крокетта серьёзно истощили бюджет JCP. Приобретая UWF, JCP также взяла на себя ответственность за большие долги UWF по телевизионным контрактам и т. д.
Проблемы, возникшие в связи с расширением, усугублялись отсутствием инвестиций в маркетинг, необходимый для успеха. Как уже упоминалось, такие крупные мероприятия, как Starrcade и Bunkhouse Stampede, не собирали столько зрителей, когда были перенесены за пределы традиционной территории JCP. По словам Роудса, JCP не удалось добиться того национального признания, которого Макмэн добился с помощью World Wrestling Federation. Роудс также отметил, что благодаря успеху WWF Макмэн имел финансовую возможность переманивать лучших рестлеров из конкурирующих компаний. Из-за этого JCP предложила многим своим звездам выгодные контракты — заплатив им больше их реальной стоимости — чтобы предотвратить их уход из компании.
К 1988 году JCP была на грани банкротства. В ноябре 1988 года Turner Broadcasting System приобрела контрольный пакет акций JCP за 9 миллионов долларов. Семья Крокеттов сохранила миноритарную долю, а Крокетт-младший стал консультантом. Turner Broadcasting System в конечном итоге провела ребрендинг промоушена в World Championship Wrestling. В 1993 году JCP прекратила свое существование.

### 2022
16 мая 2022 года Рик Флэр объявил, что вернется на ринг для последнего матча под эгидой Jim Crockett Promotions. Последний матч Рика Флэра запланирован на 31 июля 2022 года. Он примет участие в командном матче, объединившись с Андраде Эль Идоло против Джея Летала и Джеффа Джарретта. Вскоре после заявления Флэра Дэвид Крокетт и организаторы конвенции поклонников реслинга Starrcast подали заявку на регистрацию торговых марок в США «Jim Crockett Promotions» и «JCP» в отношении мероприятий, новостей и товаров для реслинга.